# St Davids
St Davids ou St David's (em galês:  Tyddewi, lit. "Casa de David") é uma cidade e paróquia localizada no condado de Dyfed, na Principal Area de Pembrokeshire, no País de Gales.

## Geminações
St Davids possui as seguintes cidades-gémeas:
- Naas, República da Irlanda
- Orléat, França
- Matsieng, Lesoto